# Yelicones africanus
Yelicones africanus är en stekelart som beskrevs av Donald L.J. Quicke och Chishti 1997. Yelicones africanus ingår i släktet Yelicones och familjen bracksteklar. Inga underarter finns listade i Catalogue of Life.